# Ren Ōsugi
Ren Ōsugi (jap. 大杉漣 Ōsugi Ren; ur. 27 września 1951 w Tokushimie, zm. 21 lutego 2018 w Chiba) – japoński aktor.

## Filmografia
- Empire of Kids (ガキ帝国; Gaki teikoku) (1981)
- Sonatine (ソナチネ) (1993)
- Powrót przyjaciół (1996)
- Dangan Runner (弾丸ランナー; Dangan ran’nā) (1996)
- Postman Blues (ポストマン・ブルース)(1997)
- Hana-bi (1998)
- Unlucky Monkey (アンラッキー・モンキー; Anrakkii Monkii) (1998)
- Poniedziałek (2000)
- Brother (2000)
- Stereo Future (2001)
- Rush! (2001)
- Go (2001)
- Rain of Light (光の雨) (2001)
- Drive (2002)
- Utsutsu (うつつ) (2002)
- Lalki (2002)
- The Twilight Samurai (たそがれ清兵衛) (2002)
- Last Scene (2002)
- Doing Time　(刑務所の中) (2002)
- Thirteen Steps (13階段) (2003)
- Getting Off the Boat at Her Island (船を降りたら彼女の島) (2003)
- Director Infection: „Kenenn” 監督感染　ＫＥＮＥＮＮ (2003)
- Iden&Tity (アイデン＆ティティ) (2003)
- Village Photobook (村の写真集; mura no shashinshū) (2004)
- Lady Joker (レディ・ジョーカー) (2004)
- Gin’iro no kami no Agito (2006)